# Autoscritcher
Der Autoscritcher war eine elektromechanisch betriebene kryptanalytische Maschine, die gegen Ende des Zweiten Weltkriegs von US-amerikanischer Seite entwickelt und eingesetzt wurde, um den mithilfe der Schlüsselmaschine Enigma verschlüsselten Nachrichtenverkehr der deutschen Wehrmacht zu entziffern. Ab Anfang 1945 wurde eine elektronische Version entwickelt, genannt der Superscritcher, die jedoch erst nach Kriegsende, im Jahr 1946, fertiggestellt werden konnte.
Auf der anderen Seite des Atlantiks, im englischen Bletchley Park (B.P.), wurde etwa zeitgleich der sogenannte Giant („Gigant“) entwickelt, ein funktionales Pendant zum Autoscritcher. Hierbei wurden vier Turing-Bombes miteinander verbunden.
Der Name Autoscritcher stammt ab vom griechischen Wort αὐτό~ (deutsch: „selbst“) und dem englischen Verb to scritch, welches, speziell auf dem Gebiet der Kryptanalyse, die systematische Abarbeitung von Hypothesen unter Berücksichtigung weiterer Randbedingungen beschreibt, vielleicht im Deutschen etwas frei mit „durchnudeln“ zu übersetzen.

## Hintergrund

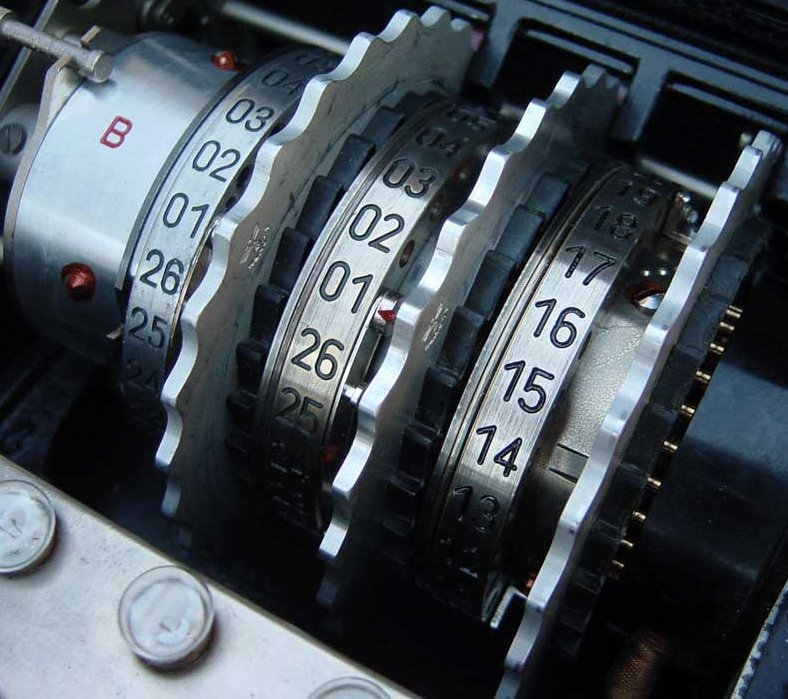
Enigma-Walzensatz mit drei rotierenden Walzen und ganz links hier der Umkehrwalze B. Aufgabe des Autoscritchers war die Erschließung der unbekannten und häufig wechselnden Verdrahtung der Umkehrwalze D.

Während des Zweiten Weltkriegs wurde das Rückgrat der deutschen Kryptographie durch die Enigma gebildet, die von allen drei Wehrmachtteilen, Heer, Luftwaffe und Kriegsmarine, zur Verschlüsselung ihres geheimen Nachrichtenverkehrs eingesetzt wurde. Bereits lange vor dem Krieg, noch im Jahr 1932, war polnischen Kryptoanalytikern um den jungen Marian Rejewski der erste Einbruch in das Enigma-System gelungen. Darauf aufbauend, gelang es britischen Codeknackern in Bletchley Park mit Beginn des Krieges deutsche Funksprüche abzufangen und, ab Januar 1940, zunächst die von der Luftwaffe und später auch die vom Heer mit der Enigma I verschlüsselten Nachrichten zu entziffern. Auch die von der deutschen Marine mithilfe der Enigma M3 und – besonders kriegswichtig – die mit der von den deutschen U-Booten eingesetzten Maschine Enigma M4 verschlüsselten Funksprüche blieben, im Gegensatz zu den deutschen Hoffnungen und Annahmen, für die Briten kein Geheimnis. Ihnen gelang es vielmehr, mithilfe besonderer kryptanalytischer Geräte, wie der Turing-Bombe, den verschlüsselten Nachrichtenverkehr der Wehrmacht nahezu während des gesamten Zweiten Weltkriegs kontinuierlich zu brechen und die daraus gewonnenen Informationen unter dem Decknamen „Ultra“ gewinnbringend zu nutzen.
Gegen Ende des Krieges, genauer zum 1. Januar 1944, begann die Luftwaffe in einem Teil ihrer Schlüsselnetze eine innovative Walze einzusetzen, nämlich die Umkehrwalze D (Foto siehe Pröse S. 40), die sich im Gegensatz zu allen anderen Walzen der Enigma dadurch auszeichnet, dass ihre Verdrahtung durch den Benutzer schlüsselabhängig geändert werden konnte. Die deutschen Kryptographen beseitigten so eine wesentliche Schwäche der Enigma, die darin begründet war, dass, wie bei den „alten“ Umkehrwalzen (UKW A, B und C), die Verdrahtung der Walzen der Enigma starr war und sich niemals änderte (siehe auch: Enigma-Walzen). So verwehrten sie ihren britischen und amerikanischen „Gegenspielern“ die dort quasi im industriellen Maßstab genutzte Einbruchsmöglichkeit in den geheimen deutschen Funkverkehr, freilich ohne, dass die Deutschen dies wussten oder auch nur ahnten.
Die UKW D hätte aufgrund der deutlichen Vergrößerung der kombinatorischen Komplexität der Enigma-Maschine auf alliierter Seite fatale Konsequenzen bewirken können, und einen völligen Verlust der Entzifferungsfähigkeit der Enigma verursachen können, falls diese Walze schlagartig und flächendeckend eingeführt worden wäre. Dies bestätigt ein Zitat aus einem kurz nach dem Krieg verfassten amerikanischen Untersuchungsbericht: 

“How close the Anglo-Americans came to losing out in their solution of the German Army Enigma is a matter to give cryptanalysts pause. British and American cryptanalysts recall with a shudder how drastic an increase in difficulty resulted from the introduction by the German Air Force ot the pluggable reflector („Umkehrwalze D,“ called „Uncle Dick“ by the British) in the Spring of 1945. It made completely obsolete the „bombe“ machinery which had been designed and installed at so great an expense for standard, plugboard-Enigma solution. It necessitated the development by the U.S. Navy of a new, more complex machine called the „duenna,“ and by the U.S. Army of a radically new electrical solver called the „autoscritcher.“ Each of these had to make millions of tests to establish simultaneously the unknown (end-plate) plugboard and the unknown reflector plugging. Only a trickle of solutions would have resulted if the pluggable reflector had been adopted universally; and this trickle of solutions would not have contained enough intelligence to furnish the data for cribs needed in subsequent solutions. Thus even the trickle would have eventually vanished.”

„Wie knapp die Anglo-Amerikaner davorstanden, die Fähigkeit zur Entzifferung der deutschen Heeres-Enigma zu verlieren, ist eine Angelegenheit bei der den Kryptoanalytikern der Atem stockt. Britische und amerikanische Codeknacker erinnern sich mit Schaudern daran, welch eine drastisch erhöhte Komplikation aus der Einführung der steckbaren Umkehrwalze („Umkehrwalze D“, von den Briten „Uncle Dick“ genannt) durch die deutsche Luftwaffe im Frühjahr 1945 [eigentlich: im Frühjahr 1944] resultierte. Dadurch wurde der „Bomben-Fuhrpark“ völlig nutzlos, der mit so hohem Aufwand zur Lösung der normalen Steckerbrett-Enigma entworfen und aufgebaut worden war. Gezwungenermaßen musste die U.S.-Navy eine neue, viel kompliziertere Maschine entwickeln, genannt „Duenna“, und die U.S.-Army eine völlig neue elektrische Lösungsmaschine, genannt der „Autoscritcher“. Jede dieser Maschinen musste Millionen von Tests durchführen, um gleichzeitig das unbekannte (Frontplatten-)Steckerbrett und die unbekannt gesteckte Verdrahtung der Umkehrwalze [D] zu ergründen. Es hätte sich nur noch ein Tröpfeln von Lösungen ergeben, wenn die steckbare Umkehrwalze generell eingesetzt worden wäre; und diese Lösungströpfchen hätten nicht die ausreichenden Informationen enthalten, um Angaben für Cribs zu liefern, die für weitergehende Lösungen benötigt wurden. So wäre letztendlich sogar das Tröpfeln versiegt.“

Tatsächlich wurde die Umkehrwalze D jedoch nicht schlagartig und flächendeckend eingeführt, sondern, vermutlich aufgrund kriegsbedingter Produktionsengpässe und auch, wie inzwischen durch den damals mitverantwortlichen deutschen Kryptologen Erich Hüttenhain bekannt, wegen ihrer beschwerlichen und fehlerträchtigen Handhabung nur gelegentlich und in wenigen Schlüsselkreisen eingesetzt, beispielsweise von der Luftwaffe in Norwegen, während zumeist weiterhin die altbekannte UKW B gebraucht wurde – ein fataler kryptographischer Fehler.
Dieser Fehler erlaubte es den Alliierten, die Funktionsweise und den Gebrauch der UKW D zu erschließen und spezielle kryptanalytische „Knackmaschinen“ zu entwickeln, deren Hauptaufgabe darin bestand, den drei bis vier Mal pro Monat im Abstand von etwa sieben bis zwölf Tagen erfolgten Verdrahtungsänderungen der UKW D auf der Spur zu bleiben und sich so die kriegswichtige Fähigkeit zur Entzifferung des deutschen Nachrichtenverkehrs zu erhalten.

## Der Autoscritcher
Im Kriegsjahr 1944 wurde der Autoscritcher als eine der kryptanalytisch leistungsfähigsten elektromechanischen Maschinen von der Signal Security Agency (SSA) der US Army entwickelt und aufgebaut. Dabei kam die damals bewährte Relaistechnologie zum Einsatz, die aus der Telefonvermittlungstechnik bekannt und verfügbar war.
Für den exhaustiven (vollständigen) kryptanalytischen Angriff auf den Schlüsselraum der Enigma hätten prinzipiell 5·4·3 = 60 Walzenlagen und 26·26·26 = 17.576 Walzenstellungen untersucht werden müssen. Das kryptanalytische Grundprinzip des Autoscritchers nutzte jedoch eine prinzipielle Schwäche der Enigma aus, die darin bestand, dass sich die Walzenstellung der linken Walze im Walzensatz nur alle 650 Buchstaben änderte, was aufgrund der vorgeschriebenen Höchstlänge der Funksprüche von 250 Buchstaben nur selten einmal in einem Spruch passierte. Daher konnten sich die alliierten Kryptoanalytiker mit dem sogenannten „Zwei-Walzen-Angriff“ (englisch two-wheel attack) allein auf die 5·4 = 20 möglichen Kombinationen der mittleren und rechten Walze beschränken und mussten nicht alle 60 Kombinationen des Walzensatzes „durchnudeln“. Zusätzlich verwendeten sie die Methode der „allgemeinen Stecker“ (general Stecker approach) und konnten so die Anzahl der bei zwei Walzen durchzuprüfenden Walzenstellungen von 26·26 = 676 Möglichkeiten weiter auf nur 26 mögliche relative Stellungen reduzieren. So gelang es ihnen, den Suchraum von ursprünglich 60 Walzenlagen mal 17.576 Walzenstellungen, also 1.054.560 (mehr als eine Million) Möglichkeiten der Enigma auf lediglich 20·26 = 520 zu untersuchende Fälle zu reduzieren.
Kern der Untersuchung für jeden dieser 520 Fälle waren einzelne Verarbeitungsschritte. Dazu wurde für den jeweils betrachteten Buchstaben des Klartextes und des Geheimtextes für eine bestimmte Textposition, von den Kryptoanalytikern auf Englisch als Constatation bezeichnet, ein Steckerpartner für den Geheimbuchstaben und ein Steckerpartner für den Klarbuchstaben exhaustiv angenommen. Im Gegensatz zur praktisch unüberschaubaren Aufgabe, alle Möglichkeiten für das komplette Steckerbrett der Enigma durchzuprobieren (dafür gibt es mehr als 150 Billionen Steckmöglichkeiten, siehe auch: Schlüsselraum im Enigma-Hauptartikel), ist die Aufgabe, alle Steckerpartner für einen einzigen gegebenen Buchstaben durchzuprobieren, sehr einfach, denn es gibt hierfür nur 26 Möglichkeiten. Diese wurden elektromechanisch geschaltet und jeweils ermittelt, zu welchen Verdrahtungen dies bei der unbekannten „virtuellen, dicken“ Umkehrwalze führt. Als virtuelle, dicke Umkehrwalze wurde dabei die Zusammensetzung von unbekannter UKW D und der ebenso unbekannten linken rotierenden Walze betrachtet, die zunächst nicht als getrennt aufgefasst wurden. Die beschriebene Untersuchung wurde automatisch für bis zu zwanzig unterschiedliche Textpositionen durchgeführt und deren Ergebnisse verglichen.
Der Vergleich konnte drei unterschiedliche Ergebnisse erbringen. Erstens eine sogenannte Confirmation („Bestätigung“). Dies bedeutete, dass eine mögliche widerspruchsfreie (Teil-)Lösung gefunden war und es sich lohnte, die Untersuchung möglicherweise bis zur vollständigen Lösung fortzusetzen. Zweitens war es möglich, das als Ergebnis zwar keine Bestätigung aber auch kein Widerspruch auftrat. Dies wurde als Non-Contradiction („Nicht-Widerspruch“) bezeichnet. In diesem Fall war man so schlau wie zuvor und musste weitere Textpositionen untersuchen oder, auf die Gefahr hin, die echte Lösung zu übersehen, die Untersuchung hier abbrechen. Als drittes Ergebnis konnte ein Widerspruch (Contradiction) ermittelt werden. Im Grunde war dies ein hochwillkommenes Ergebnis, denn so konnte nach dem Grundprinzip Reductio ad absurdum (deutsch Zurückführung bis zum Widerspruch) eine der vielen Möglichkeiten sicher verworfen werden. Sobald dieser Widerspruchsnachweis für alle bis auf eine Lösungsmöglichkeit gelungen war, hatte man die korrekte Lösung gefunden.
Der Autoscritcher konnte früh im Jahr 1945, also noch während der Zeit des Zweiten Weltkriegs, in Betrieb genommen werden und war in der Lage, etwa zehn Verarbeitungsschritte pro Sekunde durchzuführen. Ein menschlicher Bediener musste die Maschine nach jeder Teiluntersuchung auf eine neue der 26 möglichen unterschiedlichen relativen Walzenstellungen von mittlerer und rechter Walze einstellen und danach den Walzensatz tauschen. Insgesamt waren zwanzig verschiedene Walzensätze zu untersuchen. Die Laufzeit betrug etwa drei und eine halbe Stunde pro Walzenlage, also in Summe maximal 70 Stunden.
Der Autoscritcher wurde erfolgreich bei der Ermittlung der Verdrahtung der UKW D eingesetzt. Der erste „Bruch“ gelang am 18. Februar 1945, zwei weitere am 6. März desselben Jahres. Insgesamt erledigte der Autoscritcher 21 Durchläufe, von denen vier erfolgreich waren und acht weitere vorzeitig abgebrochen werden konnten, da der Schlüssel auf andere Weise ermittelt worden war oder ein besserer Crib verfügbar war. Nur ein einziges Exemplar des Autoscritchers wurde jemals gefertigt, da von Anfang an beabsichtigt war, als Nachfolger den Superscritcher zu entwickeln.

## Der Superscritcher
Die elektronische Verfeinerung des Autoscritchers war der Superscritcher, der im Unterschied zu seinem Vorläufer keine Relais, sondern die damals hochmodernen Elektronenröhren verwendete. (Der Transistor wurde erst 1947 erfunden.) Im Fall des von der SSA im Jahr 1946, also nach Ende des Zweiten Weltkriegs, fertiggestellten Superscritcher kamen etwa 3500 Elektronenröhren zum Einsatz. Hauptsächlich verwendet wurde die Doppeltriode vom Typ 6J6, deren Zuverlässigkeit den Ingenieuren zunächst große Probleme bereitete. Ursache war, wie sich später herausstellte, ein Konstruktionsmangel der Triode, der in dem zu geringen Abstand zwischen Kathode und Steuergitter lag, zwischen denen sich, insbesondere bei liegendem Einbau der Röhre, leicht Kurzschlüsse durch Schmutzpartikel bilden konnten. Das Problem wurde schließlich durch Selektion guter Exemplare gelöst.
Nachdem die Entwicklung des Superscritcher im letzten Quartal 1944 begonnen worden war und das Konzept früh im Jahr 1945 stand, begann der Aufbau und schließlich die Inbetriebnahme des Prototyps im Herbst 1945. Im ersten Halbjahr 1946 konnte die Inbetriebnahme erfolgreich abgeschlossen werden.
Der Superscritcher war ursprünglich so entworfen worden, dass er statt der etwa zehn Verarbeitungsschritte pro Sekunde seines elektromechanischen Vorläufers rund tausend Verarbeitungsschritte pro Sekunde durchführen können sollte. Tatsächlich freuten sich die Ingenieure nach erfolgreichem Abschluss ihres Projekts darüber, dass die Geschwindigkeit sogar noch um den Faktor 20 weiter überboten werden konnte. Dazu kam, dass auch die 26 relativen Walzenstellungen beim Superscritcher im Gegensatz zum Autoscritcher automatisch und nicht manuell eingestellt wurden. Nur die zwanzig unterschiedlichen Walzenlagen mussten noch manuell geschaltet werden. Statt der rund 70 Stunden, die der Autoscritcher für einen vollen Durchlauf benötigte, waren es beim Superscritcher kaum drei Minuten.

## Glossar
- Confirmation – Englisches Wort für „Bestätigung“
- Constatation – Spezieller englischer Ausdruck für ein Buchstabenpaar gebildet aus einem Geheimtextbuchstaben an einer bestimmten Textposition und dem dazugehörigen angenommenen oder vermuteten Klartextbuchstaben[17]
- Contradiction – Englisches Wort für „Widerspruch“
- Crib – (deutsch: Eselsbrücke, hier treffender: Wahrscheinliches Wort) Englischer Ausdruck für ein Textfragment, dessen Auftreten im Klartext erwartet wird
- Cup – (deutsch wörtlich: Becher, Schale, Tasse) Spezieller englischer Ausdruck für eine Verarbeitungseinheit, von denen der Autoscritcher sechs besaß, die jeweils bis zu fünf Buchstabenpaare (constatations) verarbeiten konnten
- Geheimtext – Durch Verschlüsselung aus dem Klartext erzeugter Text
- Non-Contradiction – Spezieller englischer Ausdruck für einen sogenannten „Nicht-Widerspruch“, also ein Ergebnis, das zwar zu keiner Bestätigung, aber auch nicht zum Widerspruch führt
- Schlüssel – Geheime Einstellung der Schlüsselmaschine
- Schlüsselraum – Menge aller möglichen Schlüssel
- Spruch – Geheimtext, der meist per Funk übermittelt wird
- Stecker – Kabelverbindungen zwischen den Frontplattenbuchsen
- Steckerbrett – An der Frontseite der Enigma angebrachte Buchsenplatte
- Umkehrwalze – (Zumeist) feststehende Walze am Ende des Walzensatzes (Abkürzung: UKW)
- Uncle Dick – (deutsch: Onkel Dick) Englischer Spitzname für die Umkehrwalze D
- Walze – Rotor, der sich während des Schlüsselvorgangs dreht (englisch: wheel)
- Walzenlage – Schlüsselabhängige Platzierung der Walzen im Walzensatz
- Walzensatz – Zusammenfassender Begriff für alle Walzen
- Walzenstellung – Von Hand einstellbare und während des Schlüsselvorgangs sich verändernde Rotationsposition der Walzen